# Книга змін

Вісім знаків «Книги змін».

Книга змін (кит. трад. 易經, спр. 易经, піньїнь: yì jīng, акад. ї цзін; кор. 易經, 역경, йоккьон; яп. 易経, えききょう, екікьо) — китайський філософсько-окультний трактат епохи династії Чжоу. Складова Конфуціанського П'ятикнижжя. Присвячений ворожінню. Пояснює принципи мінливості природи і людського життя через закономірність зміни енергій інь та ян у всесвіті. Для пояснення використовуються таємничі символи — триграми та гексаграми. Авторство традиційно приписується декільком легендарним особам, зокрема першому китайському правителю Фу-сі[джерело?].

## Назва
- Ї цзін (спрощ.: 易经; кит. трад.: 易經; піньїнь: yì jīng)
Усталений переклад: Книга змін.[1][2]
Точний переклад: Канон змін[3].
- Чжоу ї (спрощ.: 周易; кит. трад.: 周易; піньїнь: zhōu yì)
Точний переклад: Чжоуські зміни.
- Ї (спрощ.: 易; кит. трад.: 易; піньїнь: yì)
Точний переклад: зміни.

## Походження
За легендарною версією, вісім триграм винайшов першопредок всіх людей і перший правитель Фу Сі. Чжоуський ван Вень склав пояснення до них, а його син князь Дань написав тлумачення до усіх рисок гексаграм. Конфуцій упорядкував праці своїх попередників, зібравши їх у книгу з 12 частин, що містять власне текст книги та коментарі до неї.
Найстаріші історичні тексти книги датуються серединою 4 — початком 3 століття до Р.Х. Канонічна версія базується на копії часів династії Хань.

## Датування

### Основний текст
1. Кінець II тисячоліття до Р. Х.: кінець правління династії Інь — початок правління династії Чжоу.
2. Кінець ІІ — початок І тисячоліття до Р. Х.: початок правління династії Західна Чжоу.
3. 900—800 до Р. Х.: кінець правління Західної Чжоу.
4. 800—300 до Р. Х.: період Чуньцю — Чжаньго.

Найбільшу підтримку серед науковців має друга гіпотеза.

## Популярність в Китаї
Класичне ствердження що до того, ніби коментарі до «Книги змін» були утворені Конфуцієм сприяло величезній популярності цього твору. Його шанобливо називали «першим серед п'ятьох класиків». Великим прихильником «Ї-цзіну» був імператор Кансі, серед багатьох інших.
Починаючи з періоду Вей-Цзінь (3-5 ст.) китайські буддисти вживали гексаграми для тлумачення власних ідей. Найвідомішим зразком вжитку «Книги змін» в буддизмі став твір «Чаньські інтерпретації „Змін“ Чжоу» Zhouyi Chanjie Чжисюя (1599—1655).

## «Ї цзін» у західній культурі
- Французький єзуїт Йоахім Буве (1656—1730) та інші послідовники течії на ім'я фігуризм бачили у трактаті найдавніший текст людства, який зберігся ще за часів до Великого потопу[джерело?].
- Книга змін згадується у романі Германа Гессе «Гра в бісер»: Йозеф Кнехт, головний герой роману, хоче доповнити гру поняттями Книги змін.
- Книга змін згадується у романі Віктора Пелевіна «Числа»: головний герой роману ворожить за її допомогою.
- «Пуаро Агати Крісті» (телесеріал), в одній із серій помічник і секретарка детектива гадають на «Ї цзін»
- «Коломбо» (телесеріал), одна із серій відбувається в закритому інституті, де є лабораторія з дослідження китайських методів передбачення, у тому числі «Ї цзін» на паличках.
- Також Книга змін згадується в романі Філіпа Діка «Людина у високому замку», де допомагає персонажам відрізняти правильні дії від хибних.

## Переклади
- Книга І-цзін. Книга змін. Перекладач Євген Тарнавський. К.: Фоліо. 2024. 288 с. ISBN 978-617-551-645-4
- (англ.) Джеймс Легг — The Yî King. // The Sacred books of China: the texts of Confucianism / translated by James Legge; v. 2 of 6. // The sacred books of the East / translated by various oriental scholars; and edited by F. Max Müller; v. 16 . — Oxford: Clarendon Press, 1882.
- (нім.) Ріхард Вільгельм — I Ging: das Buch der Wandlungen / aus dem Chinesischen verdeutscht und erläutert von Richard Wilhelm. — Düsseldorf: Diederichs, 1924.
- (рос.) Шуцкий Ю. К. Китайская классическая «Книга перемен» / под ред. Н. И. Конрада. — М., 1960.